# Jean-Pierre Frisch
Jean-Pierre Frisch (ur. 7 maja 1908 w Esch-sur-Alzette, zm. 4 sierpnia 1995 tamże) – luksemburski piłkarz grający na pozycji obrońcy.

## Kariera klubowa
Reprezentował klub The National Schifflange.

## Kariera reprezentacyjna
W reprezentacji Luksemburga rozegrał 4 mecze. W barwach kadry wystąpił na igrzyskach olimpijskich w 1936, na których zagrał w jednym spotkaniu.